# História dos conceitos

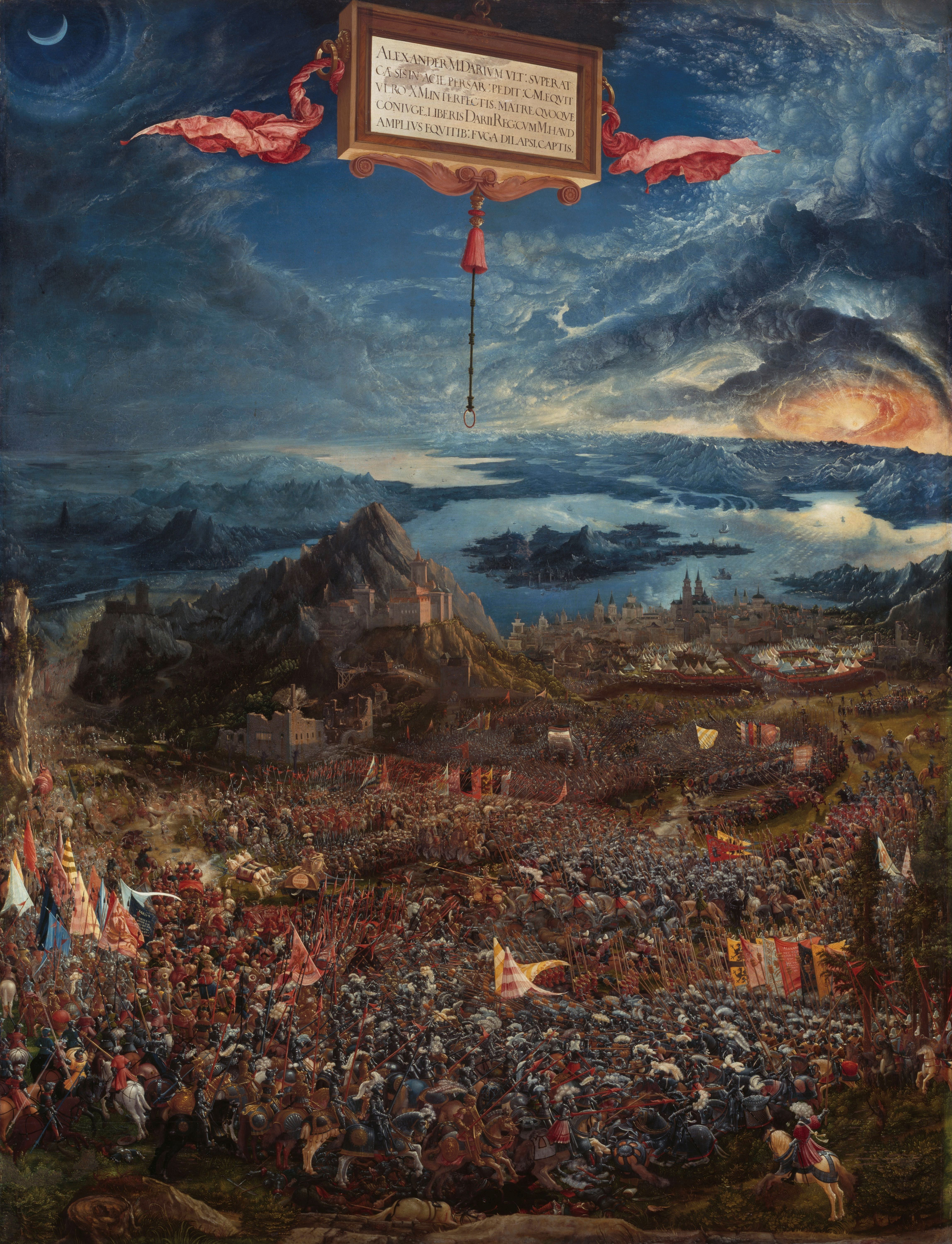
Reinhart Koselleck, ao analisar A Batalha de Alexandre em Isso, de Albrecht Altdorfer, salienta o caráter supratemporal da pintura, o qual torna difícil a demarcação precisa de um evento histórico específico em sua imagem

A história dos conceitos (em alemão: Begriffsgeschichte,  ouvir), também chamada de história conceitual, é um campo da História voltado para a análise histórica dos conceitos. O surgimento da história dos conceitos como proposta metodológica no contexto alemão remete aos séculos XVIII e XIX; no entanto, esta abordagem só adquire o estatuto de uma disciplina autônoma dentro da grande área da História em meados do século XX, quando sua teoria e metodologia são sistematicamente estabelecidas em torno de alguns princípios centrais, tais como a distinção entre conceito e palavra, a utilização dos conceitos de sincronia, diacronia, semasiologia e onomasiologia, ambos importados da linguística, assim como a formulação do Sattelzeit, entendido como um período histórico equivalente ao advento da modernidade, no qual diversos conceitos sociais e políticos teriam passado por profundas transformações semânticas.
Os primeiros passos para a institucionalização do campo da história dos conceitos foram dados em 1955, com a fundação da revista Archiv für Begriffsgeschichte por Erich Rothacker, e, no ano seguinte, com a fundação do Arbeitskreis für moderne Sozialgeschichte, por Otto Brunner. Nesta primeira revista, foram anunciados em 1967 dois grandes projetos de pesquisa para a realização da história dos conceitos. O primeiro deles, publicado em 1971, foi o Dicionário Histórico de Filosofia (Historisches Wörterbuch der Philosophie), coeditado por Joachim Ritter, Karlfried Gründer e Gottfried Gabriel. No ano seguinte, surgiu outro trabalho igualmente extenso e importante, o Conceitos Históricos Básicos (Geschichtliche Grundbegriffe), organizado por Bruner, Werner Conze e Reinhart Koselleck. A esses dois projetos, soma-se ainda um terceiro, o Manual de Conceitos político-sociais Básicos na França (Handbuch politisch-sozialer Grundbegriffe in Frankreich), anunciado em 1982 e editado por Rolf Reichardt e Eberhard Schmitt a partir de 1985. Influenciados por esta tradição alemã, outros projetos em história conceitual desenvolveram-se a partir do século XX, tais como o Iberconceptos, que reuniu pesquisadores da Península Ibérica e da América Latina com o propósito de realizar um estudo comparado dos conceitos sociais e políticos no mundo Iberoamericano, o Projeto de História Conceitual Europeia, realizado por pesquisadores de diversas universidades europeias com o objetivo de analisar o desenvolvimento dos conceitos dentro do continente europeu, e o projeto História Conceitual Global da Ásia, 1860-1940, que incorporou os princípios metodológicos da história global para elaborar uma história dos conceitos na Ásia entre meados do século XIX ao XX.
Após a sua institucionalização, a história dos conceitos deixou de se restringir ao contexto alemão e passou a integrar a agenda historiográfica de diversas universidades ao longo do mundo. Sua presença é particularmente visível no Brasil, na Coreia do Sul, e na Europa como um todo. Desde o seu surgimento, a história conceitual travou um importante diálogo com a história social e com a história das ideias, utilizando alguns princípios da primeira na sua constituição disciplinar e realizando uma oposição à segunda em função de algumas limitações metodológicas da sua abordagem. Quando a proposta da história dos conceitos deixou de se restringir ao contexto alemão, ela passou a dialogar com outras disciplinas que se debruçavam sobre o mesmo tipo de fontes históricas, mas que o faziam seguindo perspectivas metodológicas distintas, como foi o caso da história dos discursos políticos. Mais recentemente, a história dos conceitos passou a ser incorporada por novas perspectivas historiográficas, como a história global, com o intuito de adaptar a sua abordagem de acordo com algumas das reivindicações contemporâneas da História, tais como a necessidade de superação do eurocentrismo e das análises conceituais pautadas exclusivamente nos Estados nacionais.

## Surgimento na Alemanha

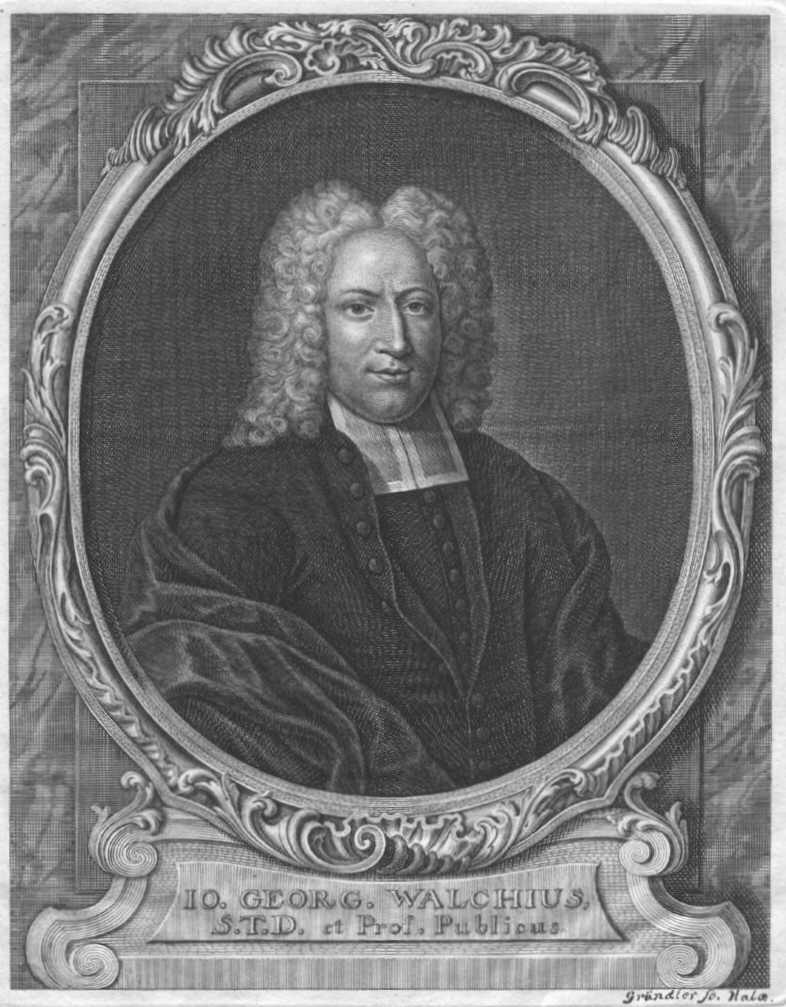
O teólogo alemão Johann Georg Walch é considerado um dos pioneiros que deram início à história dos conceitos

Apesar da história dos conceitos ter adquirido o estatuto de disciplina autônoma dentro da História apenas a partir de meados do século XX, iniciativas no sentido de produzir uma história conceitual já eram perceptíveis nos séculos XVIII e XIX. Alguns autores consideram a obra Léxico filosófico (1726), do teólogo luterano alemão Johann Georg Walch, o primeiro trabalho a insistir na necessidade de um estudo histórico dos conceitos. Ainda no século XVIII, outros pensadores teriam argumentado no mesmo sentido de Walch, como os filósofos Georg Heinrich Feder e Christoph Gottfried Bardili. Em 1806, Wilhelm Traugott Krug, sucessor de Immanuel Kant na cátedra de lógica e metafísica em Königsberg, estabeleceu o plano de um dicionário histórico-crítico da filosofia, o qual deveria organizar em ordem alfabética todos os conceitos filosóficos, demonstrando suas origens e transformações. No entanto, estas primeiras iniciativas em história conceitual foram bastante isoladas, sendo que nenhuma delas pôs em prática um trabalho sistemático na área. Nesse sentido, pode-se dizer que as primeiras obras sistemáticas em história dos conceitos surgiram a partir da década de 1870, considerando especialmente a contribuição de Rudolf Eucken, autor do livro História e crítica dos conceitos fundamentais da atualidade (1878), que afirmou a proposta de uma história dos conceitos baseada no estudo da linguagem filosófica a partir do estudo da história interna de cada termo específico. A influência de Eucken foi particularmente visível na obra de Gustav Teichmüller, autor dos Estudos para a história dos conceitos (1874) e dos Novos estudos para a história dos conceitos (1876-1879). Ao final do século XIX, surge enfim o Dicionário de conceitos filosóficos, escrito pelo filósofo austríaco Rudolf Eisler, um trabalho sistemático que deixa explícita a proposta de elaborar uma história das expressões filosóficas com o intuito de explicitar as alterações semânticas dos conceitos no tempo.
A história dos conceitos no século XX se desenvolveu na Alemanha a partir da influência de diferentes tradições, como a filologia, a história da filosofia, a hermenêutica e a história do direito. As antecessoras imediatas da história dos conceitos são a história das ideias (Ideengeschichte), vinculada fortemente ao trabalho de Friedrich Meinecke, e a história intelectual (Geistesgeschichte), representada por pensadores como Wilhelm Dilthey. O surgimento da história dos conceitos remete à década de 1930, quando o historiador austríaco Otto Brunner e o filósofo alemão Erich Rothacker deram início ao trabalho de fusão entre os elementos da história social com a abordagem focada na análise conceitual, isto é, atenta ao estudo semântico da terminologia presente nas fontes históricas. Rothacker, por exemplo, já em 1912, salientava a necessidade de aproximação entre as perspectivas antropológica e cultural na escrita da história em sua tese sobre o historiador Karl Lamprecht. Brunner, por outro lado, especialmente em seu livro Terra e Senhorio (1939), percebeu em sua análise de documentos medievais que muitos estudos sobre as posses de terra e as relações de autoridade foram distorcidos devido ao uso de expressões e categorias ausentes na linguagem de época das fontes. Brunner passou então a defender uma investigação histórica que, empregando a análise conceitual enquanto uma ciência auxiliar, fizesse uso da terminologia utilizada nas próprias fontes, possibilitando uma compreensão mais adequada dos seus significados. Outra figura decisiva para o surgimento da história dos conceitos alemã foi o filósofo alemão Joachim Ritter, que constatou a necessidade de uma filosofia prática que realizasse uma hermenêutica do mundo histórico sem abandonar a subjetividade presente nas relações interpessoais.
O historiador alemão Reinhart Koselleck é, ao lado de Brunner, Conze, Ritter e Rothacker, um dos mais importantes nomes associados à história dos conceitos alemã. Com a publicação do livro Futuro Passado: contribuição à semântica dos tempos históricos, em 1979, Koselleck destacou-se como o principal teórico desta abordagem, sintetizando pela primeira vez os principais temas relacionados à proposta da história conceitual, como os princípios metodológicos da disciplina, a diferenciação desta em relação a outras disciplinas relacionadas, bem como a hipótese geral de avaliação do surgimento do mundo moderno a partir de reflexões sobre os usos públicos e políticos da linguagem.

## Teoria e metodologia

### Conceito e palavra
O primeiro problema teórico a ser esclarecido para a formulação da história dos conceitos foi a definição daquilo que deveria ser considerado um conceito, assim como a distinção formal entre conceito e palavra. No caso do Conceitos Históricos Básicos, esta distinção foi tratada de forma bastante pragmática, evitando a utilização de teorias linguísticas mais complexas. De forma geral, para a história dos conceitos alemã, tanto as palavras quanto os conceitos são vistos como termos ambíguos, ainda que o sejam de forma distinta. Afirma-se, por exemplo, que o sentido de uma palavra sempre aponta para aquilo que ela significa, seja um pensamento ou uma coisa. Por outro lado, o sentido desta palavra é criado não só por ela, mas igualmente pelas intenções conscientes de quem a pronuncia, assim como pela situação social específica do contexto em questão. Por isso, uma palavra pode se tornar um conceito se e quando todo o escopo de sentidos derivados de um determinado contexto sociopolítico passa a ser explicado por esta palavra. Desta forma, um conceito pode estar ligado a uma palavra, mas é simultaneamente sempre mais do que uma palavra, pois a palavra exprime apenas significados, enquanto o conceito inclui o contexto histórico.
Os conceitos são, para Reinhart Koselleck, vocábulos nos quais se concentra uma multiplicidade de significados. Diferentemente da palavra, que pode ter o seu sentido definido de forma precisa pelo seu uso específico, o conceito se mantém sempre polissêmico. Em um conceito, a qualidade multifacetada da realidade histórica adentra a ambiguidade de uma palavra de tal maneira que esta realidade pode ser compreendida e conceituada apenas com o uso daquela palavra específica. A partir daí, o conceito serve não apenas para nomear um fenômeno histórico, mas se torna um dos fatores da sua criação. Ele agrupa a riqueza da experiência histórica e a soma das lições teóricas e práticas delineadas a partir dele de tal forma que a sua relação pode ser estabelecida e compreendida apropriadamente apenas através do conceito. Torna-se, então, um conceito básico (Grundbegriffe), ou seja, indispensável para a composição do vocabulário social e político de uma determinada época.
Um dos principais exemplos da distinção entre conceito e palavra, presente no Conceitos Históricos Básicos, é o termo Estado (Staat), que no período de instauração do mundo moderno recebeu a incorporação de uma variedade de elementos, como dominação, soberania territorial, administração, cidadania, legislação, adjudicação, taxação, poderio militar, dentre outros. Todos eles, com sua terminologia e complexidade próprias, foram incorporados na palavra Estado, que se elevou ao estatuto de conceito. Portanto, conceitos são concentrações de muitos conteúdos semânticos. Além disso, a distinção entre conceitos e palavras marca uma diferença entre a história dos conceitos e a história das ideias. Ainda que Arthur O. Lovejoy, fundador da história das ideias, tenha reconhecido a necessidade de uma distinção entre conceitos e palavras, nunca desenvolveu um método para o tratamento deste problema. Em contraste, a metodologia aplicada em Conceitos Históricos Básicos adaptou as técnicas linguísticas ao seu propósito de ilustrar tanto as continuidades quanto as descontinuidades no uso dos conceitos.

### Sincronia e diacronia
Em relação à análise semântica, um dos princípios metodológicos da história dos conceitos é a complementaridade entre as perspectivas sincrônica e diacrônica de análise. Enquanto a análise sincrônica trata de questões referentes a um contexto histórico específico, como o vocabulário disponível aos indivíduos e os significados a ele atribuídos numa dada época, a abordagem diacrônica analisa uma série de significados sucessivos carregados por um único conceito ao longo do tempo. A perspectiva sincrônica pode ser entendida como um primeiro passo para a história conceitual, no entanto, a característica metodológica distintiva desta subdisciplina é o princípio diacrônico, que permite o exame das transformações de longa duração contidas na semântica dos conceitos. Neste estágio da análise, os conceitos são removidos de seus contextos originais para que os seus respectivos significados possam ser avaliados no decorrer de períodos sucessivos do tempo histórico, extraindo hipóteses a partir das relações entre estes significados. O princípio diacrônico foi o meio pelo qual a história dos conceitos adquiriu autonomia metodológica em relação a outras subdisciplinas, como a história social, tornando-a um campo próprio de pesquisa que deve, em um primeiro momento, focar no conteúdo linguístico dos conceitos, e apenas então considerar os seus conteúdos extra-linguísticos, isto é, referentes ao contexto social e político.
De acordo com Koselleck, é preciso ter como pressuposto teórico a possibilidade de que uma diacronia esteja contida em cada expressão linguística sincrônica, relativa a uma situação específica. A história dos conceitos parte, portanto, da tese de que toda sincronia contém uma diacronia. Um dos principais exemplos para explicar esta questão é o conceito alemão de história (Historie/Geschichte), que, numa profunda transformação sofrida em meados do século XVIII, abandonou o termo Historie, referente às histórias no plural, e passou a ser nomeado como Geschichte, a História como um singular-coletivo, como uma entidade abstrata que reúne em si a totalidade das histórias. A história se tornou um conceito transcendental, uma sucessão encadeada de eventos contínuos trabalhando para a concretização de uma finalidade específica, definida teleologicamente. Assim como outros conceitos, a história adquiriu uma orientação temporal direcionada para o futuro, inspirando a expectativa dos indivíduos em relação a sua realização. Por detrás desta transformação linguística, que estabeleceu uma concepção sobre a história vigente até o século XX, estava em jogo uma força diacrônica, dotada de grande extensão temporal, e que, portanto, não poderia ser explicada a partir da análise de um contexto sincrônico isolado.

### Semasiologia e onomasiologia
Outra característica central da metodologia da história dos conceitos é a alternação entre as abordagens semasiológica e onomasiológica. A semasiologia é o estudo de todos os significados atribuídos a uma determinada palavra, termo ou conceito. Quanto a isto, a história dos conceitos se abstém da tarefa de realizar uma análise exaustiva sobre os significados dos conceitos abordados, limitando-se apenas ao vocabulário de cunho social e político. A onomasiologia, de forma inversa, é o estudo linguístico de todos os nomes ou termos utilizados para designar uma mesma coisa, neste caso, um conceito. Deve-se, portanto, sempre considerar a possibilidade de que diferentes termos possam ser sinônimos para um mesmo conceito. Segundo Koselleck, a investigação de um conceito não deve ser conduzida exclusivamente do ponto de vista semasiológica, restringindo-se aos significados das palavras e às suas modificações. A história dos conceitos deve alternar entre a semasiologia e a onomasiologia. A necessidade desta metodologia se mostra clara, por exemplo, no conceito de secularização (Säkularisation), o qual não pode ser explicado exclusivamente a partir da análise desse único vocábulo, ou seja, da abordagem semasiológica. No contexto específico da história da língua alemã, outros conceitos são indispensáveis para explicar o fenômeno da secularização, tais como mundanização (Verweltlichung) ou temporalização (Verzeitlichung).

### OSattelzeit

Gravura alemã de 1793 mostrado a execução de Luís XVI, poucos anos antes do fim do Antigo Regime

Sattelzeit, traduzido por tempo de sela ou tempo liminar, é a categoria cunhada por Reinhart Koselleck para designar um período histórico compreendido aproximadamente entre os anos 1750 e 1850. Koselleck afirma que nesse período vários conceitos sociais e políticos sofreram profundas transformações nos países de língua germânica, perdendo seus antigos significados e passando a incorporar noções novas. Para Koselleck, o Sattelzeit simboliza a dissolução da velha sociedade alemã, baseada na organização estamental, e a instauração do mundo moderno. Segundo o autor, este fenômeno pode ser mapeado a partir da análise histórica conceitual do vocabulário social e político disponível na história da Alemanha. Dentre as suas principais características, ressaltam-se os processos complementares de temporalização, democratização, ideologização e politização dos discursos. A existência desse tempo de sela é considerada a hipótese central que guiou a pesquisa que resultou no monumental Conceitos Históricos Básicos, ainda em constante debate na historiografia internacional.

## Contextos nacionais

### Brasil
A recepção da história dos conceitos no Brasil teve início em meados da década de 1990, quando foram publicadas as primeiras traduções da obra de Reinhart Koselleck nos periódicos do país, como a palestra "Uma história dos conceitos: problemas teóricos e práticos", transcrita, traduzida e editada por Manoel Luiz Salgado Guimarães em 1992, além da tese Crítica e crise: uma contribuição a patogênese do mundo burguês, cuja tradução apareceu em 1999. No entanto, a história dos conceitos permaneceu à margem dos estudos históricos no Brasil até o início dos anos 2000, momento em que os principais textos de caráter teórico-metodológico escritos por Koselleck receberam tradução e passaram a circular na academia brasileira, como o livro Futuro passado: contribuição à semântica dos tempos históricos, publicado em 2006, além dos dois livros sobre o tema organizados pelos historiadores Marcelo Gantus Jasmin e João Feres Júnior, História dos conceitos: debates e perspectivas, publicado em 2006, e História dos conceitos: diálogos transatlânticos, publicado no ano seguinte, que servem hoje como referências centrais sobre a história conceitual para o público lusófono. Feres Júnior, um dos principais divulgadores desta perspectiva no Brasil, foi também organizador de um livro coletivo sobre a história dos conceitos políticos no contexto brasileiro, intitulado Léxico da história dos conceitos políticos do Brasil, publicado em 2014, que aborda os conceitos América-Americanos, Cidadão-Vizinho, Constituição, Federalismo, História, Liberal-Liberalismo, Nação, Opinião Pública, Povo-Povos e República-Republicanos. Este livro contém parte do Diccionario político y social iberoamericano: conceptos políticos en la era de las independencias, 1750-1850, obra de caráter transnacional e comparativo sobre a história dos conceitos no mundo iberoamericano, composta por equipes de pesquisadores de nove países: Argentina, Brasil, Chile, Colômbia, Espanha, México, Peru, Portugal e Venezuela. Juntamente com Marcelo Jasmin, João Feres Júnior coordena um grupo de pesquisa denominado "Grupo de História dos Conceitos e Teoria Política e Social", situado no Instituto Universitário de Pesquisas do Rio de Janeiro. Em 2013, foi publicada pela Editora Autêntica a primeira tradução para o português do verbete Geschichte, historie, escrito por Koselleck, Christian Meier, Horst Günther e Odilo Engels, intitulada O conceito de História e traduzida por René Gertz.

### Coreia do Sul

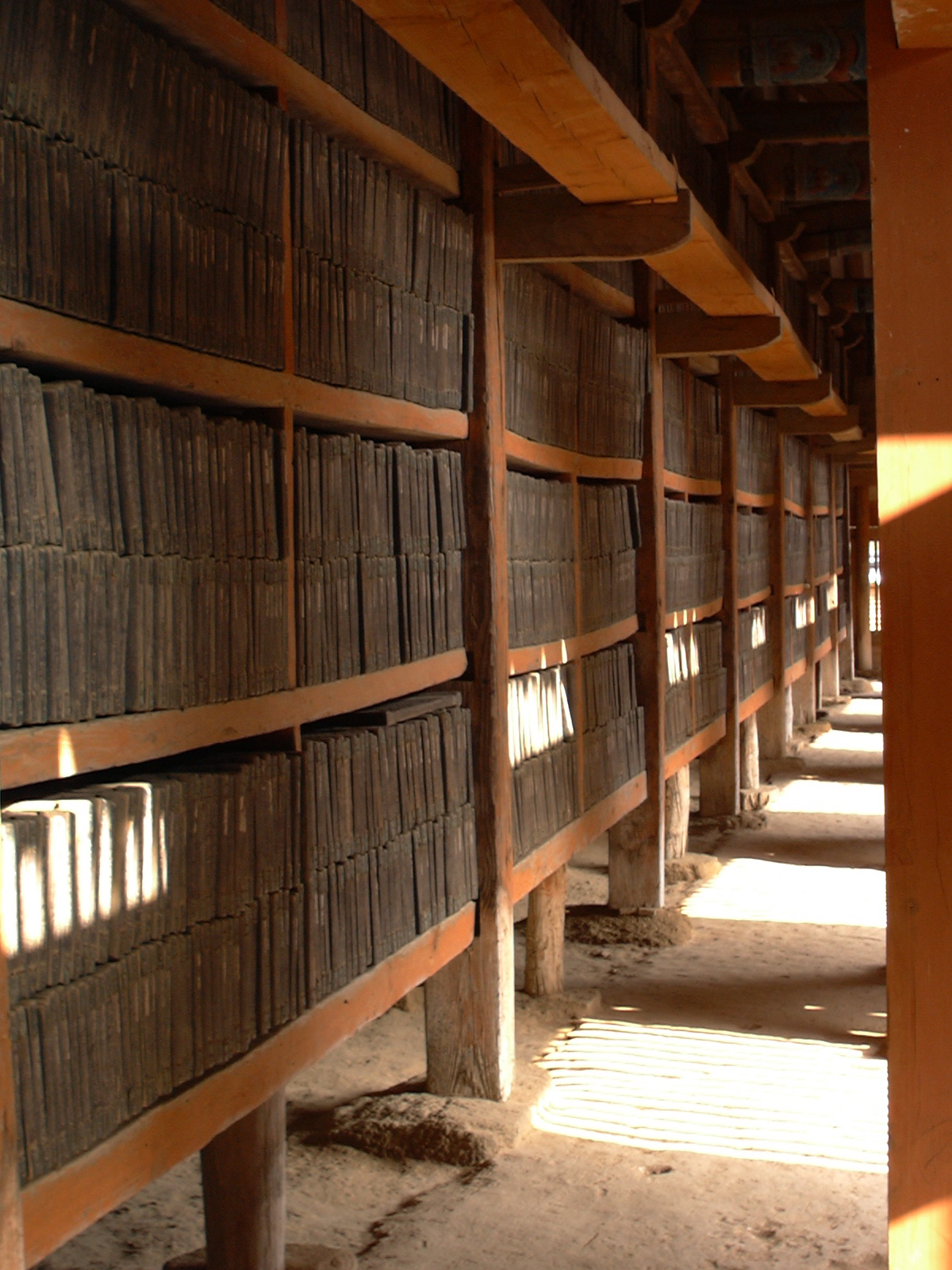
Templo de Haeinsa e o Janggyeong Panjeon, depósito dos blocos de madeira da Tripitaca Coreana, coleção mais completa de textos budistas, que fazem parte do patrimônio histórico sul-coreano

A história dos conceitos começou a ser praticada pela historiografia sul-coreana na segunda metade da década de 1980 em alguns estudos pioneiros, como o artigo de Lee Sangsin, intitulado "Teoria da história conceitual e sua pesquisa" (1986), difundindo-se, porém, apenas a partir da década de 1990, especialmente em função das diversas contribuições de historiadores como La Inho e Park Keungap. Todavia, é correto afirmar que a história dos conceitos na Coreia do Sul não foi simplesmente um conhecimento importado da Europa, pois, na década de 1980, muitos estudos anteriores à recepção da Begriffsgeschichte deram grande enfoque à analise conceitual no esforço de compreender o complexo desenvolvimento da modernidade no país, tais como a pesquisa de Chang Seokman sobre o conceito de religião no contexto das transformações culturais no leste asiático, os escritos de Lim Hyungtaek sobre os textos clássicos da Coreia tradicional, assim como o trabalho de Park Myoungkyu sobre o conceito de sociedade na Coreia do Sul. Ainda que estas contribuições não fizessem ainda o uso da metodologia própria da história conceitual, elas prepararam o terreno para a introdução da disciplina nos anos seguintes.
O principal agente na recepção e desenvolvimento da história dos conceitos na Coreia do Sul foi um grupo de cientistas sociais que desenvolvia, em meados da década de 1990, pesquisas sobre a história das relações internacionais, destacando-se aqui o papel de Ha Youngsun, um dos principais entusiastas da obra de Reinhart Koselleck e organizador dos primeiros projetos de pesquisa sobre os conceitos básicos do leste asiático. Seus estudos sobre o conceito de política internacional serviram de inspiração para diversas teses e dissertações subsequentes na área. O principal resultado das pesquisas deste grupo foi o livro Formação de conceitos nas ciências sociais modernas coreanas, o qual abordou múltiplos conceitos, como civilização, literatura, nação e ciência. Em 2009, o grupo realizou uma conferência internacional sobre a história conceitual em Seul, reconhecida como o primeiro simpósio global sobre o tema na Ásia.
Atualmente, a história dos conceitos cresce em popularidade na academia sul-coreana, recebendo o apoio institucional da Hallym Academy, bem como o imprescindível suporte financeiro do National Research Fund. Em 2005, Kim Yong Ku, professor de história das relações internacionais da Universidade Hallym, deu início a um projeto de longo prazo em história dos conceitos, intitulado "Compilação da Enciclopédia Histórico-Filosófica de Conceitos Básicos nas Humanidades e Ciências Sociais Coreanas". Em 2007, a Hallym Academy foi contemplada com financiamento por dez anos para a realização de um projeto multidisciplinar intitulado "Intercomunicação dos Conceitos Básicos do Leste Asiático". Desta forma, esta instituição tem protagonizado a expansão da história dos conceitos na Coreia do Sul, culminando na criação e publicação do primeiro periódico acadêmico sobre o tema no país, a revista Conceito e Comunicação.
Um dos aspectos centrais da história conceitual desenvolvida na Coreia do Sul é a utilização extensiva de fontes arquivadas digitalmente, decorrente do rápido desenvolvimento da indústria da tecnologia da informação no país e do suporte governamental para a compilação e digitalização de material histórico promovida pelo Instituto Nacional de História Coreana, que desenvolveu um portal on-line sobre a história nacional, disponibilizando fontes históricas que vão das antigas dinastias da Silla até a atualidade.

### Espanha
O desenvolvimento da história conceitual na Espanha está diretamente relacionada ao trabalho dos historiadores Javier Fernández Sebastián e Juan Francisco Fuentes, diretores do Dicionário político e social do mundo iberoamericano. O léxico de conceitos políticos e sociais da Espanha dos séculos XIX e XX é apresentado em dois volumes que contém mais de mil páginas sobre a semântica histórica de conceitos considerados fundamentais para a compreensão da história espanhola. No plano teórico, a obra segue as premissas da virada linguística, entendida como uma mudança de paradigma nas ciências humanas que passou a considerar a realidade política e social não como um dado objetivo capaz de ser revelado por meio da linguagem, mas como uma construção cultural e discursiva em constante criação e transformação por esta mesma linguagem. Desta forma, os autores entendem que os conceitos não se limitam a designar uma determinada realidade, mas sempre ajudam a construí-la. Sobre esta base teórica, a prática de pesquisa da história conceitual espanhola se inspira em duas referências centrais, Reinhart Koselleck e a Escola de Cambridge. Da primeira perspectiva, interessou aos autores a abordagem dos conceitos tidos como básicos, analisando-os sob a premissa da alternação entre a semasiologia e a onomasiologia, e, sobretudo, a ideia de que os conceitos carregam uma complexa temporalidade interna. Da Escola de Cambridge, em particular de Quentin Skinner, foi incorporada a ênfase na dimensão retórica dos discursos e nas estratégias persuasivas dos sujeitos, entendendo as linguagens políticas não apenas como textos, mas como formas de ação que se inserem nas lutas sociais de uma determinada época. Além destas duas fontes metodológicas centrais, somam-se outras como a história lexicográfica francesa, a historiografia de Pierre Rosanvalon, assim como algumas contribuições da própria tradição acadêmica da Espanha, como as obras de Ortega y Gasset, Miguel de Unamuno, José Antonio Maravall, Rafael Lapesa e Pedro Álvarez de Miranda.

### Holanda

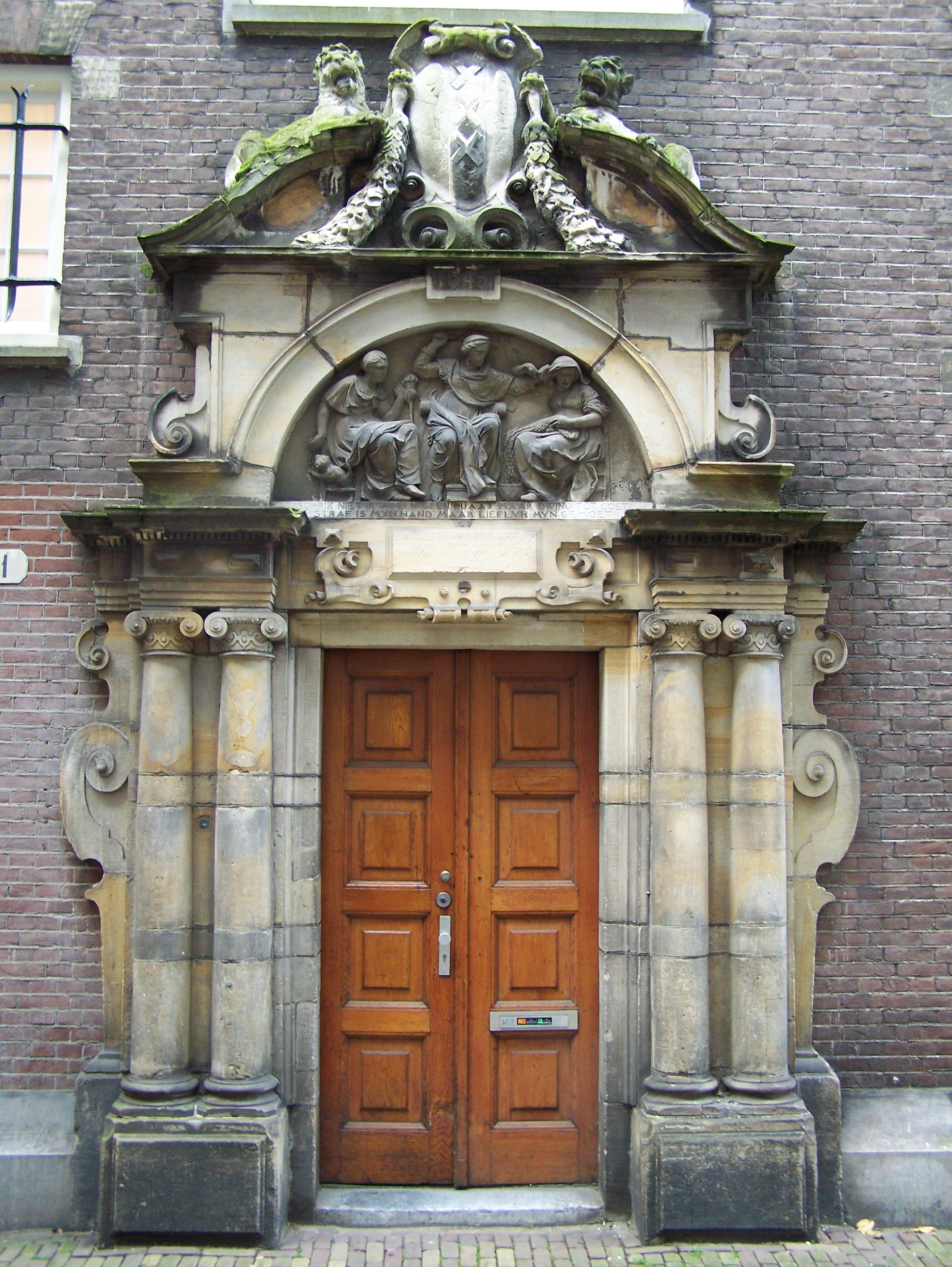
Fachada do Instituto Huizinga, em Amesterdã

O início da história conceitual na Holanda se deu a partir da década de 1990, quando diversos intelectuais holandeses com vínculos institucionais com o Instituto Huizinga começaram a idealizar um projeto nacional de história dos conceitos, tendo como referências metodológicas as obras Geschichtliche Grundbegriffe e Handbuch politisch-sozialer Grundbegriffe in Frankreich. O projeto holandês é semelhante ao alemão em diversos aspectos, em especial pela preferência pelo estudo dos conceitos tidos como básicos, ou seja, que desempenharam um papel relevante no discurso público holandês por um longo período de tempo, que possuíram importância histórica central na construção de um padrão especificamente holandês de história conceitual, e que fossem úteis para a realização de comparações conceituais internacionais. Por outro lado, existem algumas diferenças importantes do projeto holandês em relação às obras coletivas alemãs. Em primeiro lugar, a redação de cada conceito foi elaborada por grandes grupos de pesquisadores, envolvendo de dez a vinte pessoas na construção de cada conceito. Em segundo lugar, o projeto holandês assume uma perspectiva multidisciplinar, garantindo a presença de historiadores da arte e da literatura em todos os verbetes, ampliando a variedade de fontes que não estão incluídas nos projetos alemães, como as artes visuais e as obras literárias. Por consequência, a história conceitual holandesa não se restringe aos conceitos sociais e políticos, mas incorpora com a mesma importância os conceitos tidos como culturais.
A característica mais distintiva do projeto holandês é a sua cronologia. Considerando a especificidade do desenvolvimento histórico da Holanda em relação aos demais países europeus, o recorte temporal adotado pelos historiadores envolvidos no projeto recuou até a metade do século XVI, estendendo-se até o século XX. Um primeiro volume teórico, publicado em 1988, foi a primeira realização deste projeto, ao qual se seguiram a publicação de quatro outros volumes, referentes aos conceitos de Pátria, Liberdade, Cultura/Civilização e Cidadão. Dentre os conceitos que estão em discussão para a inclusão no projeto, constam os de Virtude, Democracia e Modernidade.

### Itália
No contexto italiano, a história dos conceitos se introduziu por meio da tradução de autores alemães vinculados à história constitucional, como Ernst-Wolfgang Böckenförde, Otto Brunner, Otto Hintze e Reinhart Koselleck, bem como da proliferação de estudos sobre o Estado moderno. Desta forma, a história conceitual italiana se desenvolveu a partir de duas vertentes principais. A primeira delas, iniciada na década de 1970, referente ao Instituto Ítalo-Germânico de Trento e centrada nos trabalhos do historiador italiano Pierangelo Schiera, renovou de forma decisiva o campo de estudos da história constitucional na Itália. Inspirado pela obra de Hintze, Schiera incorporou à história conceitual um modelo interpretativo que proporcionou uma revalorização do aspecto linguístico na articulação das relações políticas, chamando a atenção para a necessidade de uma abordagem histórica dos conceitos com o intuito de realizar uma reconstrução mais precisa, isto é, mais próxima do tipo ideal weberiano, da experiência política e constitucional na era moderna. Schiera inaugurou na Itália uma linha de investigação sobre a história global do Estado moderno que implicava em perspectivas notadamente comparativas e que valorizava a relação daquela com a história dos conceitos políticos modernos.
A segunda vertente da história conceitual italiana se alinha com os trabalhos do "Grupo de Investigação dos Conceitos Políticos Modernos", dirigido pelo filósofo italiano Giuseppe Duso no Instituto de Filosofia da Universidade de Pádua. Esta vertente se dispôs a um projeto mais ambicioso, qual seja, de reformular o próprio sentido da história dos conceitos. Para esta escola, não basta apenas descrever a genealogia dos conceitos ou demonstrar o caráter histórico de seus usos, mas é igualmente indispensável se debruçar na tarefa de crítica e desconstrução dos conceitos. Esta segunda modalidade, que parte de premissas radicalmente histórico-conceituais, se interessa especialmente pela crítica do léxico político moderno, questionando as pretensões de universalidade e objetividade das suas categorias. De modo geral, ela evidência, em primeiro lugar, a necessidade de tratar o processo de formação do aparato lógico sobre o qual surgem os conceitos políticos modernos mais do que tratar da história de um conceito isolado. Em segundo lugar, evidencia a necessidade de reconduzir aquele processo de formação na direção de um conjunto de transformações históricas, tais como a cientifização da filosofia, a separação entre as esferas do público e do privado, etc. Por fim, esta segunda vertente italiana da história conceitual chama a atenção para a necessidade de uma aproximação maior com a filosofia, por ser ela o núcleo da legalização moderna dos problemas políticos.

## Principais projetos

### Dicionário Histórico de Filosofia
O Dicionário Histórico de Filosofia (Historisches Wörterbuch der Philosophie) foi um livro editado por Joachim Ritter, Karlfried Gründer e Gottfried Gabriel, sendo o resultado de um projeto coletivo iniciado em 1971 que contou com a participação de mais de 1,5 mil acadêmicos profissionais para a sua realização. Composto por treze volumes publicados entre 1971 e 2007, este foi um dos mais importantes e bem-sucedidos projetos editoriais na área da história dos conceitos alemã, tendo sido financiado pelo Ministério Federal de Educação e Pesquisa, localizado em Bonn, publicado pela editora Schwabe-Verlag, da Basileia, e está sob a responsabilidade da Academia de Ciências e Literatura em Mainz.
A primeira proposta de elaboração do Dicionário foi feita ainda na década de 1920 por Erich Rothacker, seguindo as premissas da história intelectual de Wilhelm Dilthey. Mesmo que esta metodologia tenha sido abandonada por Ritter, traços da perspectiva de Rothacker ainda se fizeram presentes em diversos artigos do Dicionário, seja em função do entendimento da história dos conceitos como uma parte interna da história da filosofia, ou ainda pelo pequeno interesse dado aos conceitos de cunho social e político. A ênfase deste projeto se deu especialmente nos conceitos elaborados por filósofos e teólogos. A obra compreende mais de dezessete mil colunas de texto referentes aos 3 670 conceitos filosóficos abordados. Durante muito tempo, o Dicionário esteve intimamente ligado à Cátedra de História da Filosofia da Universidade Livre de Berlim, ocupada por Karlfried Gründer.

### Conceitos Históricos Básicos
Publicado em 1985, o Conceitos Históricos Básicos: léxico histórico sobre linguagem político-social na Alemanha (Geschichtliche Grundbegriffe: Historisches Lexikon zur politisch-sozialen Sprache in Deutschland) foi o primeiro volume de uma série de livros elaborados como resultado de um projeto coletivo de história conceitual coordenado por Otto Brunner, Werner Conze e Reinhart Koselleck, cujo foco central eram os conceitos de cunho político e social na Alemanha dos séculos XVIII e XIX. O livro, editado entre 1972 e 1997 por estes três autores, restringia-se aos conceitos considerados fundamentais, isto é, enraizados no discurso político e na mentalidade social de tal forma que se tornam indispensáveis para descrever um determinado contexto histórico. A origem do projeto advém da crítica filológica das fontes textuais realizada por alguns historiadores, entre eles Brunner, que se engajaram na crítica filológica das fontes textuais medievais, com o objetivo de recuperar os significados originais de conceitos medievais que se perderam no tempo ou foram mal interpretados. A proposta metodológica que resultou no livro Conceitos Históricos Básicos surge de uma oposição em relação à história intelectual e à história das ideias, em suas vertentes alemãs, em função da suposta falha destas em conectar ideias e conceitos aos seus respectivos contextos políticos, culturais, econômicos, geográficos, entre outros. Tal crítica parte da filiação da história dos conceitos com a história social, iniciada por Brunner.
De forma geral, o objetivo principal do Conceitos Históricos Básicos era testar a hipótese de que os conceitos básicos usados na linguagem política e social dos países de língua germânica foram profundamente transformados ao longo dos anos 1750 e 1850, período denominado por Koselleck como o Sattelzeit. A ideia de que este período trouxe transformações sociais significativas no contexto europeu certamente não era nova, no entanto, o livro as explora com profundidade em seu aspecto linguístico. No que diz respeito ao conceito de história, por exemplo, estudiosos da área ressaltam a originalidade das interpretações de Koselleck, marcadas pelo entrecruzamento de contextos intelectuais, políticos e sociais, bem como pelo emprego inovador de dicionários e enciclopédias como fontes históricas relevantes, previamente ignoradas pela tradição da história das ideias. A história dos conceitos foi aqui utilizada para traçar o advento, a percepção e os efeitos da modernidade neste contexto específico, assumindo previamente uma série de hipóteses e pressupostos teórico-metodológicos a serem incorporados em todos os artigos, dando maior coesão ao projeto, se comparado ao Dicionário Histórico de Filosofia. Diversos historiadores concordam que o Conceitos Históricos Básicos estabeleceu um novo parâmetro para o estudo histórico dos vocabulários sociais e políticos, tendo em vista especialmente a sua consistência metodológica, teorizando acerca de técnicas especializadas de investigação sobre os significados dos conceitos.

### Manual de Conceitos Político-sociais Básicos na França
O Manual de conceitos político-sociais básicos na França (Handbuch politisch-sozialer Grundbegriffe in Frankreich) foi, ao lado do Dicionário Histórico de Filosofia e do Conceitos Históricos Básicos, a terceira grande obra pioneira da história dos conceitos alemã, cuja primeira publicação ocorreu em 1985. Coeditado pelos historiadores Rolf Reichardt e Eberhard Schmitt, a ênfase neste livro se deu sobre os conceitos utilizados na França antes, durante e depois da Revolução Francesa, seguindo uma abordagem influenciada pela história social, pela história das mentalidades, bem como da sociologia do conhecimento de Peter L. Berger e Thomas Luckmann, que trataram a linguagem como um fenômeno primordialmente social e criaram definições mais práticas para a noção de realidade. Composta por vinte e um livros organizados em dezesseis volumes, a obra é apresentada por Reichardt, em nome dos demais editores, como um estudo de semântica histórica e de história social voltada para o contexto do Antigo Regime na França, começando em 1680 e continuando através dos grandes eventos históricos posteriores, como a Revolução e a Restauração, fechando o recorte temporal em 1820. A proposta do Manual, de acordo com os próprios editores, se situa entre a perspectiva teórica e interpretativa do dicionário Conceitos Históricos Básicos, e a lexicometria francesa, caracterizada pela abordagem quantitativa.

### Iberconceptos

Mapa da Ibero-América, em espanhol

O Proyecto y Red de Investigación en Historia Conceptual Comparada del Mundo Iberoamericano, mais conhecido como Iberconceptos, foi criado no início dos anos 2000 com o objetivo de estudar os conceitos, linguagens e metáforas políticas que circularam pelo mundo Iberoamericano ao longo dos últimos séculos, seguindo uma abordagem transnacional e comparativa. O projeto criou uma rede de mais de cem pesquisadores vinculados a diversas universidades de diferentes países como a Argentina, Brasil, Chile, Colômbia, Espanha, México, Peru, Portugal e Venezuela, cujos interesses convergem especialmente no estudo do vocabulário político referente ao período das revoluções liberais e dos movimentos de independência na história atlântica euroamericana, que, por sua vez, pode ser vista como parte da história global. Até o presente momento, a publicação mais importante do projeto é a obra de referência Dicionário político e social do mundo iberoamericano, publicado entre 2009 e 2014, que inclui mais de 3.750 páginas distribuídas em onze volumes. Para a redação desta obra, foram combinados três aspectos da mudança histórica na análise de cada conceito. Em primeiro lugar, o "plano puramente léxico", que aborda a história do termo em questão, do surgimento do neologismo em diante. Feito isso, é analisado o "plano político-social", que se refere aos sucessivos contextos históricos em que se inserem as linguagens e os discursos. Por fim, e mais importante, a obra trata do "plano propriamente conceitual", que considera a relação entre os valores polissêmicos dos conceitos e os seus referentes extra-linguísticos, assim como os usos destes conceitos nos debates políticos e ideológicos. Para tanto, a perspectiva espanhola da história conceitual amplia consideravelmente o leque de fontes históricas a serem utilizadas, incluindo revistas, textos literários, discursos políticos, entre outras.
De acordo com um dos principais representantes e apresentador do projeto, Javier Fernández Sebastián, o principal objetivo do Iberconceptos é elaborar um estudo sistemático e comparado de transformação sofrida pelos conceitos políticos básicos nos países de língua portuguesa e espanhola em ambos os lados do Atlântico entre, aproximadamente, 1750 e 1850, isto é, desde as reformas borbônicas e as reformas pombalinas até a consolidação dos novos Estados nacionais independentes na América Latina. Em sua metodologia, o projeto é fortemente inspirado pela história dos conceitos formulada por Reinhart Koselleck, no entanto, amplia consideravelmente o recorte espacial do objeto de pesquisa. Visando superar definitivamente a noção das ideias fora do lugar, referente à análise abstrata das ideias com pouca ou nenhuma consideração acerca da influência do contexto histórico sobre a sua concepção, o enfoque do Iberconceptos se dá na fusão entre os elementos da história dos conceitos alemã e os princípios metodológicos da Escola de Cambridge, centrada nas figuras de Quentin Skinner e John Pocock.

### Projeto de História Conceitual Europeia
Lançado em 2011, o Projeto de História Conceitual Europeia (European Conceptual History Project) reúne um grupo de acadêmicos de diversas universidades europeias com o objetivo principal de estudar, a partir de uma perspectiva comparativa, a evolução de uma série de noções e conceitos fundamentais ligados a certas palavras-chave em diferentes contextos linguísticos e espaço-temporais na Europa. Igualmente inspirado pelo legado de Reinhart Koselleck, o projeto se propõe a elaborar análises mais atualizadas das transformações de determinados conceitos que surgiram com a modernidade, como classe, revolução, Estado, sociedade, indivíduo, comunicação, progresso, crise, cidadania, entre outros. Parte-se aqui da noção de que a formulação e as recepções variadas deste repertório conceitual pelas nações da Europa contribuíram para a construção identitária das diferentes culturas europeias, mesmo que mantendo uma base comum entre todas elas.
O primeiro resultado deste projeto, publicado em 2017 sob o título História Conceitual no Espaço Europeu (Conceptual History in the European Space), contém uma descrição e apresentação dos objetivos desta série de livros. Além de oferecer um conjunto extenso de volumes sobre as histórias conceituais europeias, a obra propõe refletir sobre os desafios atuais com os quais a história dos conceitos se deparou, considerando o atual estado da arte numa época que lida com o legado de Koselleck. O recorte do projeto é primariamente espacial, restringindo as investigações sobre os usos conceituais apenas nas comunidades políticas que, juntas, constituem o espaço geográfico convencionalmente denominado Europa, e não à totalidade dos países cujas línguas oficiais advém das línguas europeias, o que daria caráter global ao projeto. Permanecendo numa abordagem transnacional, os autores afirmam que o momento pelo qual passa a história dos conceitos na atualidade ainda requer uma consolidação teórica para que seja possível partir para uma análise mais próxima da história global. Todavia, esta escolha por parte dos editores e contribuidores do projeto não os impede de avaliar como tais histórias foram afetadas por eventos ocorridos fora da Europa, por indivíduos que imigraram ao continente ou pelas trocas linguísticas e conceituais iniciadas nas demais regiões do mundo.

### História Conceitual Global da Ásia, 1860-1940
Uma História Conceitual Global da Ásia, 1860-1940 é um livro publicado em 2014, editado pelo historiador dinamarquês Hagen Schulz-Forberg, resultado de um projeto levado à cabo por diversas instituições, como a Fundação Kone, a Fundação Ásia-Europa, a Fundação Velux, o Centro de Estudos Nórdicos da Universidade de Helsinque, o Instituto Max Planck para o Desenvolvimento Humano em Berlim e a Universidade de Aarhus. O livro, idealizado pelo historiador finlandês Bo Stråth, teve a proposta de aplicar a premissa teórico-metodológica de fusão entre a história dos conceitos e a história global, descrita por Schulz-Forberg na Introdução, acrescida de oito capítulos referentes à história conceitual na China, na Coreia do Sul, na Índia e na Península Arábica.

## Distinções

### História dos conceitos e História social
O desenvolvimento da história dos conceitos na Alemanha estabeleceu, desde as suas origens na década de 1930, uma relação importante com a história social. Historiadores como Otto Brunner e Erich Rothacker, por exemplo, se lançaram ao trabalho de elaborar uma fusão metodológica entre a história social e a análise conceitual, focada nos termos e conceitos básicos para as suas áreas de estudo. Neste período inicial, esta fusão permitiu uma crítica à tradução cronologicamente descontextualizada de termos e expressões relacionadas à história constitucional. A partir da década de 1970, a relação entre estas duas disciplinas passou a ser tratada com maior rigor teórico, considerando especialmente os escritos de Reinhart Koselleck, que distinguiu a história social da história dos conceitos com o objetivo de explicitar a autonomia e a relevância da segunda disciplina. De forma geral, Koselleck demonstrou que tanto os métodos quanto os objetivos da história social diferem substancialmente daqueles próprios da história dos conceitos, ainda que os resultados das pesquisas em história conceitual sejam proveitosos, ou mesmo indispensáveis, para a realização da história social.
O debate proveniente da reflexão sobre a história social e a história dos conceitos remete a uma longa tradição filosófica, que há muito tempo se ocupou de pensar a relação entre as palavras e as coisas, entre a linguagem e o mundo. Por um lado, a história social tem como objetivo a investigação das formações das sociedades, bem como as relações entre os grupos e as classes sociais, investigando as circunstâncias nas quais ocorreram os eventos históricos. Os textos, enquanto fontes históricas, possuem na história social um caráter de referência, visto que remetem sempre a um contexto extralinguístico, que não se encontra explícito no conteúdo dos textos, mas que pode ser deduzido pelo historiador a partir dele. Enquanto a história dos conceitos se ocupa predominantemente dos textos e vocábulos, a história social faz uso deles para se referir à existência de fatos que não estão presentes nos próprios textos.
Por outro lado, a história dos conceitos é apresentada como uma disciplina dotada de um método especializado da crítica de fontes, proveniente da história da terminologia filosófica, da gramática e da filologia históricas, da semasiologia e da onomasiologia, tendo como foco principal da pesquisa o emprego de termos relevantes do ponto de vista social e político. Além disso, a história dos conceitos trabalha a partir do princípio diacrônico de análise, o qual precisa desconsiderar, em uma primeira instância, os conteúdos extralinguísticos dos textos, tidos como o assunto primordial da história social. Antes de tomar os significados dos textos como indicadores de uma realidade social externa a eles, a história dos conceitos se atenta a uma compreensão dos processos de permanência, alteração e inovação destes significados. Apenas após esta compreensão é que os significados podem ser empregados na análise das estruturas sociais que são o objeto do historiador social. Nesse sentido, a história dos conceitos pode ser entendida como um pré-requisito para a história social.

### História dos conceitos e História das ideias

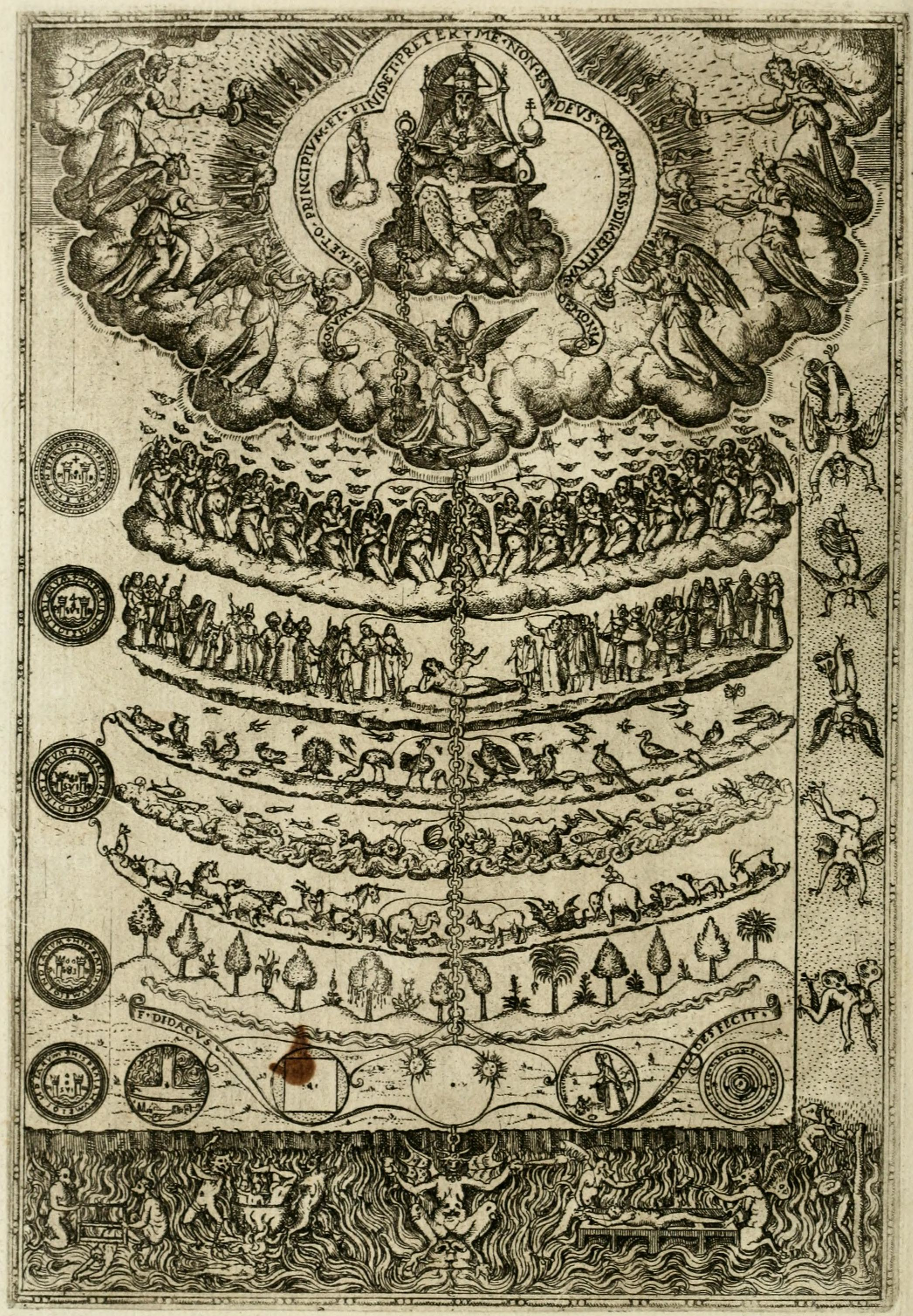
O livro de Arthur Lovejoy, A Grande Cadeia do Ser, retoma a percepção de que todos os organismos podem ser organizados segundo uma estrutura hierárquica. Desenho da "Grande Cadeia do Ser" de Didacus Valades, em Rhetorica Christiana (1579)

História dos conceitos e história das ideias são duas disciplinas muito próximas uma da outra, pois possuem como objeto de pesquisa os termos e vocábulos presentes nas fontes históricas, no entanto, além de terem surgido em contextos diferentes, investigam estes objetos com metodologias bastante diversas. O surgimento da história das ideias remete às primeiras décadas do século XX, representadas no contexto historiográfico alemão por Friedrich Meinecke, e por Arthur O. Lovejoy nos Estados Unidos. Por outro lado, a história dos conceitos se afirmou como subdisciplina da História a partir da década de 1970, e justamente em oposição à forma pela qual a história das ideias seguia as suas pesquisas, apresentando os problemas e as inconsistências desta abordagem, bem como uma solução teórico-metodológica para eles. Todavia, esta crítica elaborada pela história dos conceitos não se dirigiu a todas as formas possíveis de história das ideias, como aquela elaborada por Michel Foucault na França ou por Isaiah Berlin na Inglaterra, mas sim às perspectivas pioneiras desta abordagem. Ainda que os principais representantes da história dos conceitos alemã não tenham dirigido críticas diretamente à história das ideias estadunidense, mas sim à Ideengeschichte alemã, os termos da crítica se aplicam da mesma forma ao tipo de pesquisa desenvolvido por Lovejoy.
Tanto a história dos conceitos quanto a história das ideias podem ser entendidas como conjuntos de procedimentos historiográficos utilizados para estudar o pensamento e os pensadores do passado, no entanto, ainda que os termos conceito e ideia sejam frequentemente usados como sinônimos, estas abordagens guardam diferenças essenciais. O ponto central da crítica da história dos conceitos à história das ideias é o entendimento de que esta disciplina falha em relacionar as ideias a determinados grupos sociais ou às estruturas políticas e econômicas nas quais elas funcionaram. Desta forma, as ideias estariam sendo tomadas fora de seu contexto histórico, aparecendo na narrativa destes historiadores como constantes universais, de caráter imutável ao longo da história. Por exemplo, considerando a obra de Lovejoy, o objetivo central da história das ideias seria traçar o desenvolvimento das ideias uniformes, estáveis e permanentes, chamadas de unit-ideas. Sua obra mais conhecida, A Grande Cadeia do Ser (1936), é o exemplo mais notável desta perspectiva. De forma contrária, os integrantes da história dos conceitos não acreditam que uma mesma ideia possa ser identificada em diferentes períodos históricos sem que o seu significado seja alterado.

### História dos conceitos e História do discurso político
O história dos conceitos se dedica ao estudo de boa parte dos temas que, na Inglaterra, são abordados pela história do discurso, em particular as linguagens sociais e políticas. A história do discurso inglesa, também conhecida como Escola de Cambridge ou Contextualismo Linguístico, surgiu aproximadamente na mesma época em que foram anunciados os principais projetos da história dos conceitos alemã, ainda que as duas abordagens tenham dialogado pouco ao longo de seus respectivos desenvolvimentos. Em parte, este afastamento inicial pode ser explicado pelas diferentes influências teóricas de cada uma das perspectivas. Enquanto a história dos conceitos teve como referência central a história social, a história da filosofia, bem como estudos nas áreas da linguística e da lexicografia, os principais antecedentes da história do discurso inglesa podem ser encontrados na filosofia da linguagem, destacando-se aqui os filósofos Ludwig Wittgenstein, John L. Austin, John Searle e Paul Grice, bem como na teoria da história, em particular na obra de Robin George Collingwood. Por outro lado, as duas abordagens fazem parte de um contexto em comum, que foi a crítica à história das ideias em prol de uma renovação do campo de estudos da história política na década de 1960.
De forma geral, a história dos conceitos e a história do discurso possuem o objetivo de realizar uma investigação histórica das linguagens políticas, no entanto, realizam esta tarefa seguindo metodologias diversas. Enquanto a primeira traça a história de conceitos isolados, relacionando-os com os contextos históricos em que foram utilizados e identificando suas transformações semânticas em um recorte temporal e espacial bem delimitado, a segunda se atém à categoria mais ampla dos discursos, entendidos como estruturas complexas da linguagem que abrangem um vocabulário amplo, uma gramática e uma retórica. Nesse sentido, foram dirigidas críticas por parte da história do discurso à história dos conceitos, não para recusar a possibilidade de escrever sobre a trajetória individual de determinado conceito, mas para destacar algumas limitações desta abordagem. John Pocock, um dos principais representantes da perspectiva inglesa, afirmou que a orientação da pesquisa histórica em conceitos isolados e ordenados alfabeticamente não é capaz de expôr a interação destes nas composições linguísticas mais amplas em que foram utilizados. Desta forma, os discursos são entendidos como estruturas linguísticas dotadas de um conteúdo semântico que nunca pode ser reduzido ao significado de um conceito individual. Além disso, a história do discurso político tem como característica central a referência à teoria dos atos de fala de Austin, a qual estuda os textos políticos não apenas na sua dimensão semântica, mas igualmente na sua dimensão performática, como ações por parte dos indivíduos que os escreveram. Sendo assim, além da análise textual, a interpretação dos significados de um discurso político incorpora igualmente a análise das intenções dos autores no ato de realizarem as suas obras.

## Novas abordagens

### História global dos conceitos
Uma das abordagens mais recentes para a história dos conceitos tem se desenvolvido a partir do diálogo estabelecido com a história global, uma disciplina cujo principal objetivo é a superação do eurocentrismo e de qualquer forma de nacionalismo metodológico, buscando desenvolver uma historiografia de caráter transnacional que atente especialmente para fenômenos de abrangência global. A história global é descrita por alguns historiadores como o campo de estudos que mais rapidamente cresceu na disciplina da História desde a década de 1990, estimulando reformulações teóricas em diversas outras áreas. Semelhante à perspectiva da história conectada, a história global propõe um avanço em relação à história comparada, que mantém a delimitação espacial da análise historiográfica nas unidades locais, regionais ou nacionais. A história global pode ser definida como uma abordagem que se dedica ao estudo do mundo interconectado criado pelo fenômeno da globalização, fato que a diferencia da história-mundo, disciplina cuja foco são quaisquer eventos históricos que tenham impactado a humanidade como um todo, como as mudanças climáticas, as migrações, etc., mesmo antes da realização de uma conexão mundial por meio da globalização.
De forma geral, a história global dos conceitos propõe uma prática historiográfica transnacional e multilíngue a partir da expansão da noção de "estratos do tempo" apresentada por Reinhart Koselleck em seu livro Estratos do tempo: estudos sobre história, publicado em 2003. O objetivo desta expansão é, em primeiro lugar, desenvolver temporalidades históricas mais complexas em relação às abordagens tradicionais, pautadas nas ideias de linearidade ou circularidade, e, em segundo lugar, conectar esta temporalidades com espacializações igualmente mais complexas chamadas em analogia de "estratos do espaço". A noção dos estratos do tempo formulada por Koselleck propôs um entendimento do tempo histórico a partir de três camadas: a camada da curta-duração, referente à experiência única, a camada da média-duração, relativa à experiência recorrente ou repetitiva necessária para o reconhecimento da experiência única, e a camada da longa-duração, que ilustra um longo período de tempo cuja extensão extrapola o de uma geração e constitui um horizonte normativo em relação ao qual a experiência contemporânea é medida. Inspirado por esta reflexão, Schulz-Forberg afirma que a tradição da história dos conceitos pode oferecer um caminho viável para formular uma teoria da espacialidade, superando definitivamente o paradigma do Estado-nação como unidade de análise. Os estratos do espaço poderiam assim ser entendidos a partir de duas perspectivas principais: primeiro, a das unidades espaciais intercaladas a partir de uma escala de tamanho - o local, o regional, o nacional, o transnacional e o global - e, segundo, a dos espaços transversais conectados, que atravessam as unidades, expressos em noções como a de "rede".

### Artigos científicos
- Bentivoglio, Júlio (2010). «A história conceitual de Reinhart Koselleck». Dimensões. 24. 22 páginas.
- Chignola, Sandro (2003). «Historia de los conceptos, historia constitucional, filosofía política. Sobre el problema del léxico político moderno» (PDF). Res publica. 11-12. 42 páginas.
- European Conceptual History Project (2011). «The European Conceptual History Project (ECHP): Mission Statement». Contributions to the History of Concepts (em inglês). 6 (1). 6 páginas.
- Ferreira, Fátima Sá e Melo; Feres Júnior, João (2008). «Introdução». Ler história. 55. 5 páginas.
- Hunt, Lynn (1988). «Handbuch politisch-sozialer Grundbegriffe in Frankreich, 1680-1820. Rolf Reichardt, Eberhard Schmitt». The Journal of Modern History (em inglês). 60 (2). 3 páginas.
- Jasmin, Marcelo (2005). «História dos conceitos e teoria política e social: referências preliminares» (PDF). Revista Brasileira de Ciências Sociais. 20 (57). 13 páginas. ISSN 0102-6909.
- Koselleck, Reinhart (2011). Traduzido por Michaela Richter. «Introduction and Prefaces to the Geschichtliche Grundbegriffe». Contributions to the History of Concepts (em inglês). 6 (1). 35 páginas. ISSN 1807-9326.
- Koselleck, Reinhart (1992). «Uma História dos Conceitos: problemas teóricos e práticos». Rio de Janeiro. Estudos Históricos. 5 (10). 13 páginas
- Linden, Marcel van der (2009). «História do trabalho: o velho, o novo e o global». Revista Mundos do Trabalho. 1 (1). 17 páginas
- Neto, Daiana Pereira; Costa, Mariane Ambrósio (2012). «História dos conceitos e história dos discursos: algumas considerações» (PDF). Sacrilegens. 9 (1). 12 páginas.
- Paiani, Flávia Renata Machado (2014). «A história do conceito de história». Diálogos. 18 (2). 8 páginas.
- Park, Myoung-Kyu (2012). «Conceptual History in Korea: Its Development and Prospects». Contributions to the History of Concepts (em inglês). 7 (1). 15 páginas. ISSN 1807-9326.
- Richter, Melvin (1987). «Begriffsgeschichte and the History of Ideas». University of Pennsylvania Press. Journal of the History of Ideas (em inglês). 48 (2). 17 páginas.
- Richter, Melvin (1986). «Conceptual History (Begriffsgeschichte) and Political Theory». Sage Publications, Inc. Political Theory (em inglês). 14 (4). 33 páginas.
- Richter, Melvin (1990). «Reconstructing the History of Political Languages: Pocock, Skinner, and the Geschichtliche Grundbegriffe». Wesleyan University. History and Theory (em inglês). 29 (1). 33 páginas.
- Roiz, Diogo da Silva (2014). «A história dos conceitos no Brasil: problemas, abordagens e discussões». Caicó. 15 (34). 7 páginas. ISSN 1518-3394.
- Santana, Rogério Barreto (2016). «"Contextualismo Linguístico" e "História Conceitual": aproximando duas abordagens para o estudo das linguagens políticas e dos conceitos». Temporalidades. 7 (3). 15 páginas. ISSN 1984-6150.
- Schulz-Forberg, Hagen (2013). «The Spatial and Temporal Layers of Global History: A Reflection on Global Conceptual History through Expanding Reinhart Koselleck's Zeitschichten into Global Spaces» (PDF). Historical Social Research (em inglês) (38). 18 páginas.
- Vogelsang, Kai (2012). «Conceptual History: a short introduction». Harrassowitz Verlag. Oriens Extremus (em inglês). 21. 16 páginas.

### Teses e dissertações
- Bezerra, Danieli Machado (2016). Um contraponto lacaniano e a história dos conceitos de Reinhart Koselleck: uma análise comparativa (Tese de Doutorado). Rio de Janeiro: Universidade Federal do Rio de Janeiro.

### Livros
- Assis, Arthur Alfaix; Mata, Sérgio da (2013). «O conceito de história e o lugar dos Geschichtliche Grundbegriffe na história da história dos conceitos». In:  Meier, Christian; Günther, Horst; Engels, Odilo; Koselleck, Reinhart. O conceito de História. Belo Horizonte: Autêntica. 28 páginas. ISBN 9788582171509
- Conrad, Sebastian (2016). «Introdução». What is Global History?. Princeton: Princeton University Press. 16 páginas. ISBN 9780691178196
- Feres Júnior, João (2007). «Para uma história conceitual crítica do Brasil: recebendo a Begriffsgeschichte». In:  Jasmin, Marcelo; Feres Júnior, João. História dos Conceitos: diálogos transatlânticos. Rio de Janeiro: Ed. PUC-Rio: Ed. Loyola: IUPERJ. 9 páginas. ISBN 978-85-15-03314-0
- Feres Júnior, João (2009). «A história conceitual do Brasil no mundo Ibero-americano». In:  Feres Júnior, João. Léxico da história dos conceitos políticos do Brasil. Belo Horizonte: Editora UFMG. 3 páginas. ISBN 978-85-7041-737-4
- Jasmin, Marcelo Gantus; Feres Júnior, João (2006). «História dos conceitos: dois momentos de um encontro intelectual». In:  Jasmin, Marcelo Gantus; Feres Júnior, João. História dos conceitos: debates e perspectivas. Rio de Janeiro: Editora PUC-Rio: Edições Loyola: IUPERJ. 15 páginas. ISBN 978-85-15-03420-8
- Koselleck, Reinhart (2006). «História dos conceitos e história social». Futuro Passado: contribuição à semântica dos tempos históricos. Traduzido por Wilma Patrícia Maas e Fabiana Angélica do Nascimento. Rio de Janeiro: Contraponto: Ed. PUC-Rio. 22 páginas. ISBN 85-85910-83-6
- Melton, James van Horn (2006). «Otto Brunner e as origens ideológicas da Begriffsgeschichte». In:  Jasmin, Marcelo Gantus; Feres Júnior, João. História dos conceitos: debates e perspectivas. Rio de Janeiro: Editora PUC-Rio: Edições Loyola: IUPERJ. 30 páginas. ISBN 978-85-15-03420-8
- Palti, Elías J. (2007). «Temporalidade e refutabilidade dos conceitos políticos». In:  Jasmin, Marcelo; Feres Júnior, João. História dos Conceitos: diálogos transatlânticos. Rio de Janeiro: Ed. PUC-Rio: Ed. Loyola: IUPERJ. 18 páginas. ISBN 978-85-15-03314-0
- Pocock, John G. A. (2006). «Conceitos e discursos: uma diferença cultural? Comentário sobre o paper de Melvin Richter». In:  Jasmin, Marcelo Gantus; Feres Júnior, João. História dos conceitos: debates e perspectivas. Rio de Janeiro: Editora PUC-Rio: Edições Loyola: IUPERJ. 14 páginas. ISBN 978-85-15-03420-8
- Richter, Melvin (2006). «Avaliando um clássico contemporâneo: o Geschichtliche Grundbegriffe e a atividade acadêmica futura». In:  Jasmin, Marcelo Gantus; Feres Júnior, João. História dos conceitos: debates e perspectivas. Rio de Janeiro: Editora PUC-Rio: Edições Loyola: IUPERJ. 15 páginas. ISBN 978-85-15-03420-8
- Sebastián, Javier Fernández (2009). «Introducción. Hacia uns historia atântica de los conceptos políticos». In:  Losada, Cristóbal Aljovín; Feres Júnior, João; Sebastián, Javier Fernández; Ferreira, Fátima Sá e Melo; Goldman, Noemí; Lomné, Georges; Valdés, José M. Portillo; Dujisin, Isabel Torres; Wasserman, Fabio; Zermeño, Guillermo. Diccionario político y social del mundo iberoamericano: La era de las revoluciones, 1750-1850. [Iberconceptos-I] (PDF). Madrid: Fundación Carolina: Sociedad Estatal de Conmemoraciones Culturales: Centro de Estudios Políticos y Constitucionales. 21 páginas. ISBN 978-84-259-1462-1
- Schulz-Forberg, Hagen (2014). «Acknowledgements». In:  Schulz-Forberg, Hagen. A Global Conceptual History of Asia, 1860-1940 (em inglês). Londres: Pickering & Chatto. 2 páginas. ISBN 9781848934726
- Sebastián, Javier Fernández (2007). «Da história do pensamento à semântica comparada do léxico político: uma experiência espanhola com a história conceitual». In:  Jasmin, Marcelo; Feres Júnior, João. História dos Conceitos: diálogos transatlânticos. Rio de Janeiro: Ed. PUC-Rio: Ed. Loyola: IUPERJ. 7 páginas. ISBN 978-85-15-03314-0
- Meyer, Morakot Jewachinda; Schulz-Forberg, Hagen (2014). «Preface». In:  Schulz-Forberg, Hagen. A Global Conceptual History of Asia, 1860-1940 (em inglês). Londres: Pickering & Chatto. 2 páginas. ISBN 9781848934726
- Steinmetz, Willibald; Freeden, Michael (2017). «Introduction. Conceptual History: Challenges, Conundrums, Complexities». In:  Steinmetz, Willibald; Freeden, Michael; Fernández-Sebastián, Javier. Conceptual History in the European Space (em inglês). New York: Oxford: Berghahn Books. 46 páginas. ISBN 978-1-78533-483-2

### Páginas da web
- Barnes, Jordan (2015). «Defining World History vs. Global History» (em inglês). Cópia arquivada em 19 de outubro de 2015
- iberconceptos.net (2012). «IBERCONCEPTOS» (em espanhol). Cópia arquivada em 29 de abril de 2018
- Institut für Philosophie (2018). «Historisches Wörterbuch der Philosophie (HWPh)» (em alemão). Cópia arquivada em 17 de janeiro de 2015
- HWPh online (2018). «Das Historische Wörterbuch der Philosophie — online». Cópia arquivada em 18 de janeiro de 2019
- Nelson Schapochnik (2004). «Uma nova história intelectual». Cópia arquivada em 11 de março de 2018